# 2024 en tennis
| Années du tennis : 2021 - 2022 - 2023 - 2024 - 2025 - 2026 - 2027    |
| Décennies du tennis : 1990 - 2000 - 2010 - 2020 - 2030 - 2040 - 2050 |

Cet article résume les faits marquants de l'année 2024 dans le monde du tennis.

## Résultats

### Tournois du Grand Chelem, Jeux Olympiques et Masters
- Open d'Australie (du 14 janvier au 28 janvier 2024)
- Tournoi de Roland-Garros (du 26 mai au 9 juin 2024)
- Tournoi de Wimbledon (du 1er juillet au 14 juillet 2024)
- Jeux Olympiques (du 27 juillet au 4 août 2024)
- US Open (du 26 août au 8 septembre 2024)
- Masters de tennis féminin (du 2 novembre au 9 novembre 2024)
- ATP Finals (du 10 novembre au 17 novembre 2024)

| Tournoi GC       | Simple messieurs | Simple dames       | Double messieurs              | Double dames                       | Double mixte                    |
| ---------------- | ---------------- | ------------------ | ----------------------------- | ---------------------------------- | ------------------------------- |
| Open d'Australie | Jannik Sinner    | Aryna Sabalenka    | Rohan Bopanna Matthew Ebden   | Hsieh Su-wei Elise Mertens         | Hsieh Su-wei Jan Zieliński      |
| Roland-Garros    | Carlos Alcaraz   | Iga Świątek        | Mate Pavić Marcelo Arévalo    | Desirae Krawczyk Caroline Dolehide | Ellen Perez Matthew Ebden       |
| Wimbledon        | Carlos Alcaraz   | Barbora Krejčíková | Harri Heliövaara Henry Patten | Taylor Townsend Kateřina Siniaková | Hsieh Su-wei Jan Zieliński      |
| JO               | Novak Djokovic   | Zheng Qinwen       | Matthew Ebden John Peers      | Sara Errani Jasmine Paolini        | Kateřina Siniaková Tomáš Macháč |
| US Open          | Jannik Sinner    | Aryna Sabalenka    | Max Purcell Jordan Thompson   | Lyudmyla Kichenok Jeļena Ostapenko | Sara Errani Andrea Vavassori    |
| Masters          | Jannik Sinner    | Coco Gauff         | Kevin Krawietz Tim Pütz       | Gabriela Dabrowski Erin Routliffe  | -                               |

### Épreuves par équipes
- United Cup (du 29 décembre 2023 au 7 janvier 2024), remportée par l'Allemagne
- Coupe Davis (du 2 février 2024 au 24 novembre 2024), remportée par l'Italie
- Coupe Billie Jean King (du 12 avril 2024 au 20 novembre 2024), remportée par l'Italie

### Autres tournois
- Au deuxième échelon, l'ATP Challenger Tour 2024 et le Circuit féminin de l'ITF 2024
- Au troisième échelon, les tournois Future organisés par l'ITF

## Faits marquants

### Janvier
- 7 janvier : Elena Rybakina remporte son 1er tournoi WTA 500 à Brisbane. Chez les hommes, c'est Grigor Dimitrov qui remporte le titre ATP 250.
- 27 janvier : Aryna Sabalenka remporte l'Open d'Australie[1] pour la 2e fois en s'imposant face à Zheng Qinwen.
- 28 janvier : Jannik Sinner remporte l'Open d'Australie[2] en battant en finale Daniil Medvedev après avoir été mené 2 sets à 0. Il s'agit du 11e titre ATP de sa carrière en simple, le premier en Grand Chelem. Il devient le premier joueur italien de l'ère Open à remporter l'Open d'Australie et le premier de son pays à remporter un Majeur depuis Adriano Panatta, à Roland-Garros en 1976.

### Février
- 4 février : Jeļena Ostapenko remporte le tournoi WTA 500 de Linz , son 2e tournoi WTA 500 d'affilée de la saison, après Adélaïde.
- 9 février : Simona Halep défend sa cause au Tribunal arbitral du sport[3] (TAS) à la suite de l'appel de sa suspension pour quatre ans à la suite de deux infractions : la première lors de l'US Open 2022 quand un contrôle avait révélé la présence d'une substance interdite dans son organisme et la deuxième pour une irrégularité de son passeport biologique.
- 11 février : Karolína Plíšková remporte le tournoi WTA 250 de Cluj, 4 ans après son dernier titre  glané lors de la saison 2020.
- 18 février : Jannik Sinner poursuit son excellent début de saison en remportant l'ATP 500 de Rotterdam.
- 24 février : Jasmine Paolini remporte son 1er titre WTA 1000 lors du tournoi de Dubaï.
- 25 février : à Rio de Janeiro, Sebastián Báez remporte le titre face à son compatriote Mariano Navone, sorti des qualifications.

### Mars
- 2 mars : Ugo Humbert remporte le titre au tournoi ATP 500 de Dubaï[4] en battant en finale Alexander Bublik. Il s'agit de son 2e titre de la saison après l'Open 13 et son 6e en carrière. Il devient également le 3e joueur de l'ère Open à remporter ses 6 premières finales en simple après Martin Kližan (2012-2018) et Ernests Gulbis (2010-2014).
- 3 mars : Alex de Minaur remporte pour la 2e fois de suite le tournoi ATP 500 d'Acapulco.
- 4 mars : à San Diego, Katie Boulter gagne son 1er tournoi WTA 500.
- 5 mars : Simona Halep voit sa sanction pour dopage réduite à 9 mois et peut revenir sur les courts avec effet immédiat[5].
- 7 mars : forfait en février à Doha, Rafael Nadal est attendu au début du mois de mars à Indian Wells où il doit affronter Milos Raonic quelques jours après avoir joué une exhibition. Il déclare cependant forfait à la veille de son premier tour[6].
- 12 mars : le numéro 1 mondial Novak Djokovic est battu au troisième tour du tournoi d'Indian Wells[7] par le lucky loser italien, Luca Nardi, 123e mondial.
- 16 mars : Iga Świątek remporte à Indian Wells son 8e titre en catégorie WTA 1000[8], en dominant en finale María Sákkari. Elle est la 10e joueuse à remporter deux fois le tournoi californien.
- 17 mars : Carlos Alcaraz conserve son titre à Indian Wells[9] en battant en finale Daniil Medvedev. Il remporte ainsi son 13e titre en carrière, le 1er en 2024 et le 5e Masters 1000. Il devient également le 9e joueur à remporter au moins deux fois le tournoi californien.
- 31 mars : Danielle Collins remporte à Miami[10] son 1er titre WTA 1000 en dominant en finale Elena Rybakina.

### Avril
- 1er avril : Jannik Sinner remporte le tournoi de Miami en battant en finale Grigor Dimitrov. Il s'agit du 13e titre ATP de sa carrière en simple, son 2e titre dans la catégorie Masters 1000. Il devient le premier Italien à s'imposer en Floride. Il remporte également son 3e titre de la saison 2024 après l'Open d’Australie et Rotterdam.
- 4 avril : Rafael Nadal, qui devait débuter sa saison de terre battue par le tournoi de Monte-Carlo, déclare forfait, ne s'estimant toujours pas assez en forme pour s'aligner en tournoi [11].
- 7 avril : Danielle Collins remporte son 4e titre WTA à Charleston[12] en dominant en finale Daria Kasatkina. À la suite de son titre la semaine précédente à Miami, elle porte à 13 son nombre de victoires consécutives cette saison.
- 9 avril : pour la première fois depuis 1990, 5 lucky losers ont intégré le tableau final du tournoi de Monte-Carlo[13]. Tous Masters 1000 confondus, ce n'est que la 2ème fois que cela arrive (après Miami 1998 où 6 lucky losers avaient eu leur chance).
- 14 avril : le Grec Stéfanos Tsitsipás, vainqueur du tournoi de Monte-Carlo en 2021 et 2022, remporte également le titre cette année[14] en battant en finale le Norvégien Casper Ruud. Il s'agit du 11e titre ATP de sa carrière en simple, le troisième dans la catégorie Masters 1000.
- 16 avril : Rafael Nadal fait son retour sur terre battue, après 631 jours, lors du tournoi de Barcelone en battant l'Italien Flavio Cobolli au premier tour[15]. Le lendemain, en manque de rythme, il est battu par l'Australien Alex de Minaur lors du deuxième tour[16].
- 21 avril : Elena Rybakina remporte son 3e tournoi WTA 500 de l'année à Stuttgart[17] en battant en finale Marta Kostyuk. Il s'agit de son 8e titre WTA. A Barcelone, Casper Ruud remporte le tournoi en battant en finale Stéfanos Tsitsipás et prenant ainsi sa revanche de la semaine précédente à Monte-Carlo. Il s'agit du 11e titre ATP de sa carrière en simple et de son premier titre de la saison. Pour sa 22e finale en carrière, il remporte son plus gros titre[18] après avoir perdu 7 fois en 7 finales sur des tournois supérieurs au niveau ATP 250.
- 25 avril : au premier tour du Masters 1000 de Madrid, Richard Gasquet joue le 1000e match de sa carrière sur le circuit ATP; il est le 18e joueur — et le premier Français — à atteindre ce chiffre depuis le début de l’ère Open[19].

### Mai
- 1er mai : Rafael Nadal perd en huitièmes de finale du tournoi de Madrid face au Tchèque Jiří Lehečka et reçoit, à cette occasion, un vibrant hommage de l'organisation du tournoi et du public pour son dernier match à Madrid[20].
- 4 mai : Iga Świątek remporte son 20e titre WTA en simple en carrière à Madrid[21], le 9e en catégorie WTA 1000, en dominant en finale la Bélarusse Aryna Sabalenka. Ce match, opposant les N°1 et N°2 mondiales, était la revanche de la finale de 2023 que la Bélarusse avait remportée.
- 5 mai : Andrey Rublev remporte le tournoi de Madrid[22] en battant en finale Félix Auger-Aliassime. Il s'agit de son 16e titre ATP et de son 2e titre en Masters 1000.
- 18 mai : Iga Świątek remporte le titre à Rome[23] en battant, comme à Madrid deux semaines plus tôt, Aryna Sabalenka. Elle est la troisième joueuse à réussir le doublé Madrid-Rome, après Dinara Safina (2009) et Serena Williams (2013).
- 27 mai : le tirage au sort[24] a proposé à Rafael Nadal, privé pour la première fois du statut de tête de série à Roland-Garros, Alexander Zverev, quatrième joueur mondial, au premier tour de l’édition 2024 de Roland-Garros. Rafael Nadal est dominé en trois sets par l'Allemand. Il s'agit de sa quatrième défaite en 19 ans dans le tournoi parisien et la première dès son entrée en lice[25].
- 28 mai : Alizé Cornet est éliminée au premier tour de Roland-Garros et met un terme à sa carrière[26]. Ce Roland-Garros 2024 était son 69e Grand Chelem de suite depuis l'Open d'Australie 2007, un record.

### Juin
- 2 juin : en remportant son 3e tour face à Lorenzo Musetti (7-5, 6-7 [6], 2-6, 6-3, 6-0) à 3h06 du matin, le n°1 mondial Novak Djokovic est devenu le vainqueur du match le plus tardif de l’histoire de Roland-Garros[27].
- 4 juin : Novak Djokovic déclare forfait avant son quart de finale contre Casper Ruud en raison d'une blessure au ménisque. Par conséquent, Jannik Sinner est assuré de devenir numéro un mondial à l'issue du tournoi : c'est le 29e joueur de l'histoire du tennis et le premier Italien à obtenir ce résultat[28].
- 8 juin : Iga Świątek conserve son titre à Roland-Garros[29] en écartant en finale Jasmine Paolini. Elle soulève ainsi le 22e titre de sa carrière en simple, le 5e en Grand Chelem, le 4e sur l'ocre de la Porte d'Auteuil. Elle devient également la 6e joueuse de l'histoire des Internationaux de France, à s'imposer au moins 4 fois à Paris, à égalité avec Justine Henin et Helen Wills, et derrière Chris Evert, Steffi Graf et Margaret Smith Court.
- 9 juin : Carlos Alcaraz remporte le titre à Roland-Garros en battant en finale Alexander Zverev. Il s'agit du 14e titre de sa carrière en simple, le 3e en Grand Chelem. Alcaraz devient le plus jeune joueur à avoir remporté un titre du Grand Chelem sur les 3 surfaces différentes[30].
- 23 juin : Jessica Pegula remporte le tournoi WTA 500 de Berlin[31] en battant en finale la Russe Anna Kalinskaya. Il s'agit de son 5e titre en carrière, du 1er en 2024 et du 1er sur gazon. Aux tournois ATP 500 de Halle et du Queens, ce sont respectivement Jannik Sinner et Tommy Paul qui l'emportent face à Hubert Hurkacz et Lorenzo Musetti. L'Italien, numéro 1 mondial, remporte son 14e titre ATP, le premier sur gazon. Il devient le 17e joueur en activité ayant gagné au moins un titre sur les 3 surfaces de jeu[32] (terre battue, dur, gazon) et il devient également le 1er Italien à s'imposer à Halle.
- 29 juin : aux tournois WTA 500 de Eastbourne et du Bad Homburg, ce sont respectivement Daria Kasatkina[33] et Diana Shnaider[34] qui l'emportent face à Leylah Fernandez et Donna Vekić. Pour Daria Kasatkina, c'est son premier titre de l'année et son premier sur gazon. Quant à Diana Shnaider, c'est son 2e titre de la saison.

### Juillet
- 13 juillet : Barbora Krejcikova remporte le titre à Wimbledon[35] en s'imposant en finale face à Jasmine Paolini, qui perd sa seconde finale de Grand Chelem consécutive. Elle remporte ainsi son 8e titre en carrière, le premier en 2024 et son 2e Grand Chelem après Roland-Garros 2021. Elle remporte également son 1er titre sur gazon et boucle ainsi son "Grand Chelem des surfaces". Elle est également la 5e joueuse tchèque à remporter Wimbledon dans l'ère Open, après Martina Navratilova (1978 et 1979), Jana Novotna (1998), son ex-coach, Petra Kvitova (2011, 2014) et Marketa Vondrousova, à qui elle succède au palmarès.
- 14 juillet : Carlos Alcaraz remporte le titre chez les hommes en battant en finale Novak Djokovic dans un remake de la finale 2023. Il s'agit de son 4e titre en Grand Chelem, le 2e à Wimbledon (consécutif), de son 15e en carrière et de son 3e en 2024. De plus, avec ce quatrième titre en Grand Chelem, Alcaraz fait partie des deux seuls joueurs, avec Roger Federer, à remporter ses quatre premières finales de Grand Chelem, dans l'ère Open. Carlos Alcaraz est le troisième plus jeune joueur de l'ère Open à remporter quatre tournois du Grand Chelem (à 21 ans et 70 jours), derrière Mats Wilander (20 ans et 291 jours) et Björn Borg (21 ans et 26 jours). Il est en avance de dix mois sur les temps de passage de Rafael Nadal (22 ans et 2 jours), de deux ans sur ceux de Roger Federer (23 ans et 1 mois) et même d'un peu plus de trois ans sur ceux de Novak Djokovic (24 ans et 5 mois). Il devient le sixième joueur de l'ère Open à faire le doublé Roland-Garros - Wimbledon après Rod Laver (1962, 1969), Björn Borg (1978 à 1980), Rafael Nadal (2008, 2010), Roger Federer (2009) et Novak Djokovic (2021)[36].
- 21 juillet : Arthur Fils remporte le tournoi de Hambourg[37] an catégorie ATP 500 en battant en finale le tenant du titre Alexander Zverev. Il s'agit du 2e titre ATP de sa carrière en simple, le premier en catégorie ATP 500.

### Août
- 2 août : Iga Świątek décroche la médaille de bronze[38] en battant, lors de la petite finale des Jeux Olympiques de Paris 2024, Anna Karolína Schmiedlová.
- 3 août : Zheng Qinwen remporte la médaille d'or olympique[39] en battant en finale Donna Vekić. Elle remporte sa première victoire en tournoi majeur après avoir atteint la finale de l’Open d’Australie en janvier de cette année. Chez les hommes, Lorenzo Musetti décroche la médaille de bronze olympique[40] en battant lors de la petite finale Félix Auger-Aliassime.
- 4 août : 
  - Novak Djokovic remporte la médaille d'or lors des Jeux Olympiques de Paris 2024[41] en battant en finale Carlos Alcaraz, tenant du titre à Roland-Garros. Il s'agit de sa seconde médaille olympique après sa médaille de bronze en 2008. Avec ce titre, il réalise le Grand Chelem doré en carrière.
  - Paula Badosa s'impose au tournoi WTA 500 de Washington[42] face à Marie Bouzková. Elle remporte ainsi le quatrième titre de sa carrière, le deuxième dans la catégorie WTA 500. Chez les hommes, c'est Sebastian Korda qui remporte le tournoi ATP 500[43] en simple en battant en finale Flavio Cobolli. Il s'agit du 2e titre ATP de sa carrière en simple, après 5 finales consécutives perdues. Son père Petr Korda avait remporté le tournoi en 1992.
- 12 août : Jessica Pegula remporte à nouveau le tournoi WTA 1000 du Canada[44] en s'imposant face à sa compatriote Amanda Anisimova. Il s'agit de son 6e titre en carrière, le 3e en catégorie WTA 1000. En conservant ainsi le titre acquis l'année dernière à Montréal, elle devient la première joueuse depuis Martina Hingis en 2000 à réussir le doublé.
- 13 août : Alexei Popyrin, 62e mondial, crée la surprise en remportant le tournoi de Montréal[45] face à Andrey Rublev. Il remporte ainsi son 3e titre ATP en simple et son premier en Masters 1000. Il devient le 4e Australien à remporter un Masters 1000 et le premier depuis Lleyton Hewitt en 2003 à Indian Wells.
- 19 août : Aryna Sabalenka remporte le tournoi de Cincinnati[46] en battant en finale l'Américaine Jessica Pegula. Il s'agit de son 15e titre en carrière et le 6e en WTA 1000, son 2e en 2024 après l'Open d'Australie.
- 20 août : Jannik Sinner remporte le tournoi de Cincinnati[47] en simple en battant en finale l'Américain Frances Tiafoe. Il remporte ainsi son 15e titre ATP en simple, le 5e en 2024 et le 3e en Masters 1000. Il devient également le premier Italien à remporter ce tournoi, vieux de 123 éditions.
- 24 août : Linda Nosková remporte son 1er tournoi WTA[48] à Monterrey en catégorie WTA 500 en dominant en finale Lulu Sun.
- 27 août : au premier tour de l'US Open, le match entre Daniel Evans et Karen Khachanov se termine au bout de 5 heures et 35 minutes, ce qui constitue le plus long match de l'US Open[49]. Le vainqueur de l'édition 2020 Dominic Thiem fait sa dernière apparition dans un tournoi du Grand Chelem[50]. Il perd au premier tour contre Ben Shelton.
- 30 août : Carlos Alcaraz, 3e mondial, lauréat en 2022 et faisant partie des favoris, perd dès le second tour[51] de l'US Open face à Botic van de Zandschulp, 74e mondial.
- 31 août : Novak Djokovic, tenant du titre, se fait éliminer au troisième tour par le 28e mondial Alexei Popyrin. C'est la première fois depuis 2006 qu'il perd avant les huitièmes de finale à l'US Open et la première fois depuis 2017 qu'il ne remporte aucun titre du Grand Chelem sur une saison[52].

### Septembre
- 8 septembre : Aryna Sabalenka remporte l'US Open[53] remporte le titre, son 3e trophée en Grand Chelem, en battant en finale l'Américaine Jessica Pegula. Il s'agit de son 16e titre en carrière et le 3e cette saison après l'Open d'Australie et Cincinnati. Elle est également la 1re Biélorusse à remporter le Grand Chelem américain. Elle devient la 5e joueuse à réaliser le doublé Open d'Australie - US Open sur la même année, seulement réalisé jusque-là par quatre joueuses dans l'ère Open (Steffi Graff en 1988 et 1989, Monica Seles en 1991 et 1992, Martina Hingis en 1997 et Angelique Kerber en 2016).
- 8 septembre : le numéro 1 mondial Jannik Sinner remporte le tournoi[54] en battant en finale l'Américain Taylor Fritz. Il s'agit de son 16e titre en carrière, le 2e en Grand Chelem après l'Open d'Australie 2024 et son 6e titre en 2024. Comme Aryna Sabalenka chez les dames, il réalise le doublé "Open d'Australie - US Open" et devient le 4e joueur à remporter les deux Majeurs sur dur la même année. Avant lui, seuls Novak Djokovic (2011, 2015, et 2023), Roger Federer (2004, 2006, 2007) et Mats Wilander (1988) avaient réussi cette performance, depuis que le premier se joue sur dur (1988) comme le second.
- 15 septembre : Magdalena Fręch remporte le tournoi WTA 500 de Guadalajara[55] face à Olivia Gadecki.
- 22 septembre : Beatriz Haddad Maia remporte le tournoi WTA 500 de Séoul[56] face à Daria Kasatkina.

### Octobre
- 1er octobre : Arthur Fils remporte le tournoi de Tokyo[57] en battant en finale son compatriote Ugo Humbert. Il s'agit de son 3e titre ATP en simple.
- 2 octobre : Carlos Alcaraz remporte le tournoi de Pékin[58] en battant en finale Jannik Sinner. Il s'agit de son 16e titre ATP en simple.
- 6 octobre : Coco Gauff remporte son 8e titre WTA à Pékin[59], le 2e en catégorie WTA 1000, en dominant en finale la Tchèque Karolína Muchová.
- 13 octobre : Aryna Sabalenka remporte le tournoi WTA 1000 de Wuhan[60] en battant en finale la Chinoise Zheng Qinwen. Il s'agit de son 17e titre en carrière (le 7e en WTA 1000) et de son 4e en 2024. A Shanghai, c'est Jannik Sinner[61] qui remporte le tournoi Masters 1000 en battant en finale Novak Djokovic. Il remporte ainsi son 17e titre ATP en simple, le 7e en 2024 et le 4e en Masters 1000.
- 20 octobre : Daria Kasatkina remporte le tournoi WTA 500 de Ningbo[62] face à sa compatriote Mirra Andreeva.
- 27 octobre : Zheng Qinwen gagne le tournoi WTA 500 de Tokyo[63] en battant en finale Sofia Kenin. Côté masculin, Jack Draper remporte le tournoi de Vienne[64] en battant en finale Karen Khachanov. Lors du second ATP 500 de la semaine, à Bâle, c'est Giovanni Mpetshi Perricard qui remporte le titre[65] en s'imposant en finale contre Ben Shelton.

### Novembre
- 3 novembre : Alexander Zverev remporte le tournoi de Paris-Bercy[66] en dominant Ugo Humbert qui disputait sa première finale en Masters 1000. Pour l'Allemand, c'est le 7e Masters 1000 de sa carrière.
- 9 novembre : le Masters féminin est joué pour la première fois à Riyad. L'Américaine Coco Gauff remporte son 1er Masters en dominant en finale la Chinoise Zheng Qinwen[67].
- 17 novembre : le numéro 1 mondial Jannik Sinner remporte le Masters en battant en finale Taylor Fritz. Il ne perd aucun set durant le tournoi, devenant le premier à réaliser cette performance depuis 1986[68]. Il remporte son 18e titre ATP en simple, le 8e lors de la saison 2024, et devient le premier Italien à remporter le Masters.
- 20 novembre : l'Italie remporte sa 5e Coupe Billie Jean King en battant en finale la Slovaquie[69].
- 24 novembre : l'Italie remporte sa troisième Coupe Davis[70] grâce à sa victoire en finale face aux Pays-Bas.

## Décès
- 4 janvier : décès à 84 ans de Rosa Maria Reyes[71], joueuse mexicaine.
- 20 janvier : décès à 88 ans d'Alan Mills[72], joueur britannique puis juge-arbitre du tournoi de Wimbledon.
- 2 décembre : décès à 91 ans de Neale Fraser, joueur australien.